# Західно-Кошовійське газоконденсатне родовище
Західно-Кошовійське газоконденсатне родовище — газоконденсатне родовище, що належить до Глинсько-Солохівського газонафтоносного району Східного нафтогазоносного регіону України.

## Опис
Розташоване в Полтавській області на відстані 21 км від м. Миргород.
Знаходиться в центральній частині приосьової зони Дніпровсько-Донецької западини між Жданівською та Миргородською депресіями. Бакумівський структурний ніс, що розкривається на південь і обмежений з півд., зах. і сх. скидовими порушеннями, виявлений у 1978 р. В межах порушень ізогіпси — 5700 м розміри носа 3,1х2,0 м. Перший промисл. приплив газу і конденсату одержано в 1983 р. з верхньовізейських відкладів з інт. 5784-5794 м.
Поклади пластові, тектонічно екрановані і літологічно обмежені. Режим покладів газовий. Запаси початкові видобувні категорій А+В+С1: газу — 1664 млн. м³; конденсату — 304 тис. т.